# Josep Lluís Merlos
Josep Lluís Merlos Moratonas (Barcelona, España, 1961) es un periodista español.  

## Trayectoria
Ha trabajado en las televisiones públicas TVE y TV3 en esta última dirigió y presentó el programa Motor a fons durante 18 años, siendo también el responsable de las transmisiones de Fórmula 1 entre 1997 y 2003. 
También ha sido director de la revista Solo Moto y colaborador de publicaciones especializadas como Motociclismo, Moto Verde, Auto Hebdo Sport, Fortuna Sports, F1 Racing, El Periódico, Claro, Sport, etc. Su experiencia en radio pasa por emisoras como Cadena SER, Punto Radio Onda Rambla o COM Ràdio. Fue productor ejecutivo de deportes de La Sexta en 2008.
Actualmente colabora en Radio Marca, Catalunya Ràdio y RAC1. Desde la temporada 2009, Merlos vuelve a ser el comentarista principal de la Fórmula 1 en TV3, junto a Francesc Rosés, Francesc Latorre y Laia Ferrer, y el comentarista técnico Joan Villadelprat. En 2014 ficha por Movistar Plus+ para retransmitir las carreras de pago en España.
En enero de 2017 empieza a retransmitir partidos de fútbol en Gol. El 3 de febrero de 2017 terminó sus retransmisiones en Gol, tras apenas un mes, y llegando a retransmitir menos de una docena de partidos incluyendo la Copa del Rey y la Liga de Primera División. Actualmente se mantiene en Gol como periodista o narrador de eventos automovilísticos.